# Антоновка (Северо-Казахстанская область)
Антоновка (каз. Антоновка) — село в Айыртауском районе Северо-Казахстанской области Казахстана. Административный центр Антоновского сельского округа. Код КАТО — 593233100.

## География
Расположено около озера Малый Косколь.

## Население
В 1999 году население села составляло 1591 человек (758 мужчин и 833 женщины). По данным переписи 2009 года, в селе проживало 1310 человек (645 мужчин и 665 женщин).